# Kensington Gardens

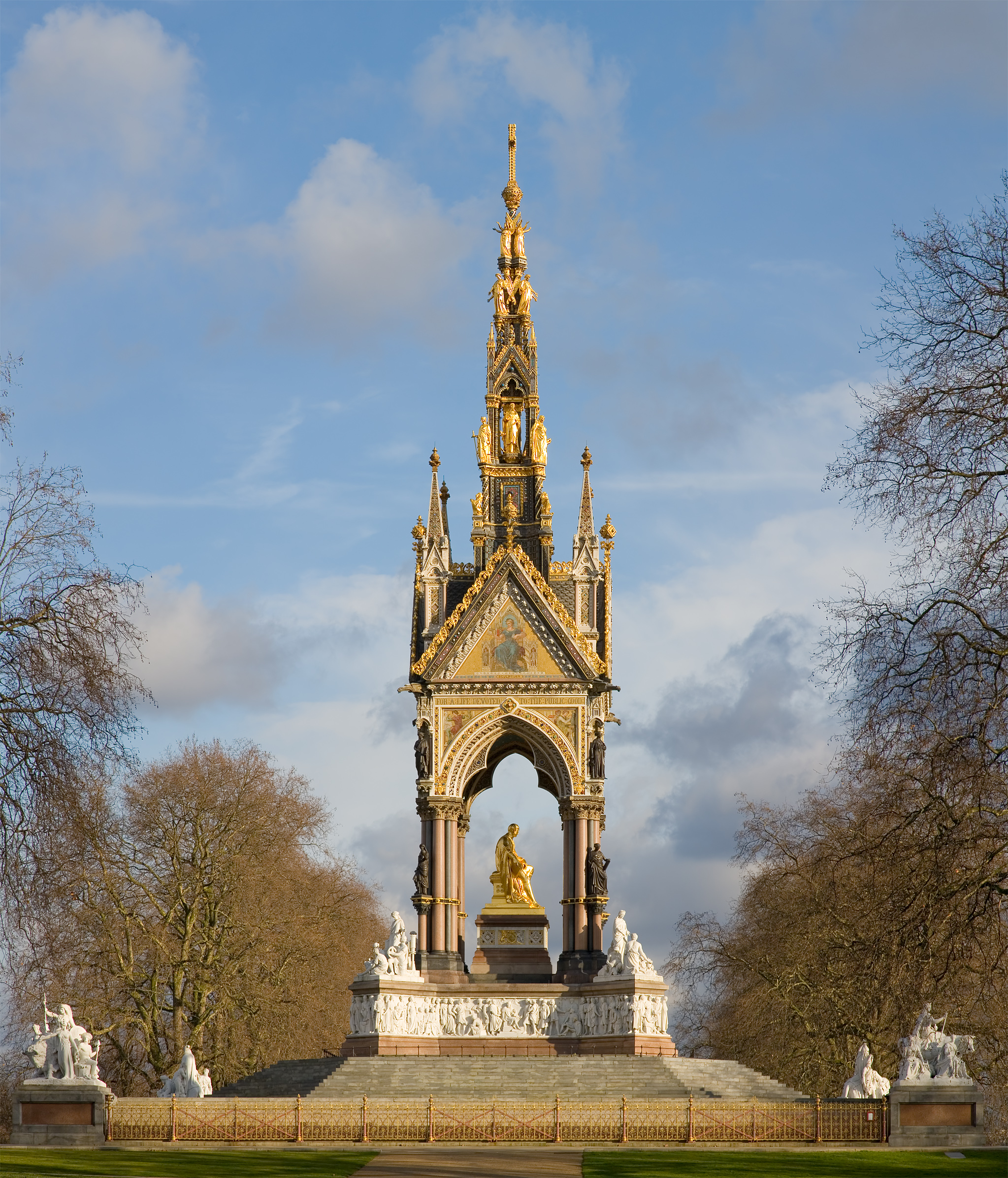
Albert Memorial i det sydöstra hörnet av Kensington Gardens, mittemot Royal Albert Hall.

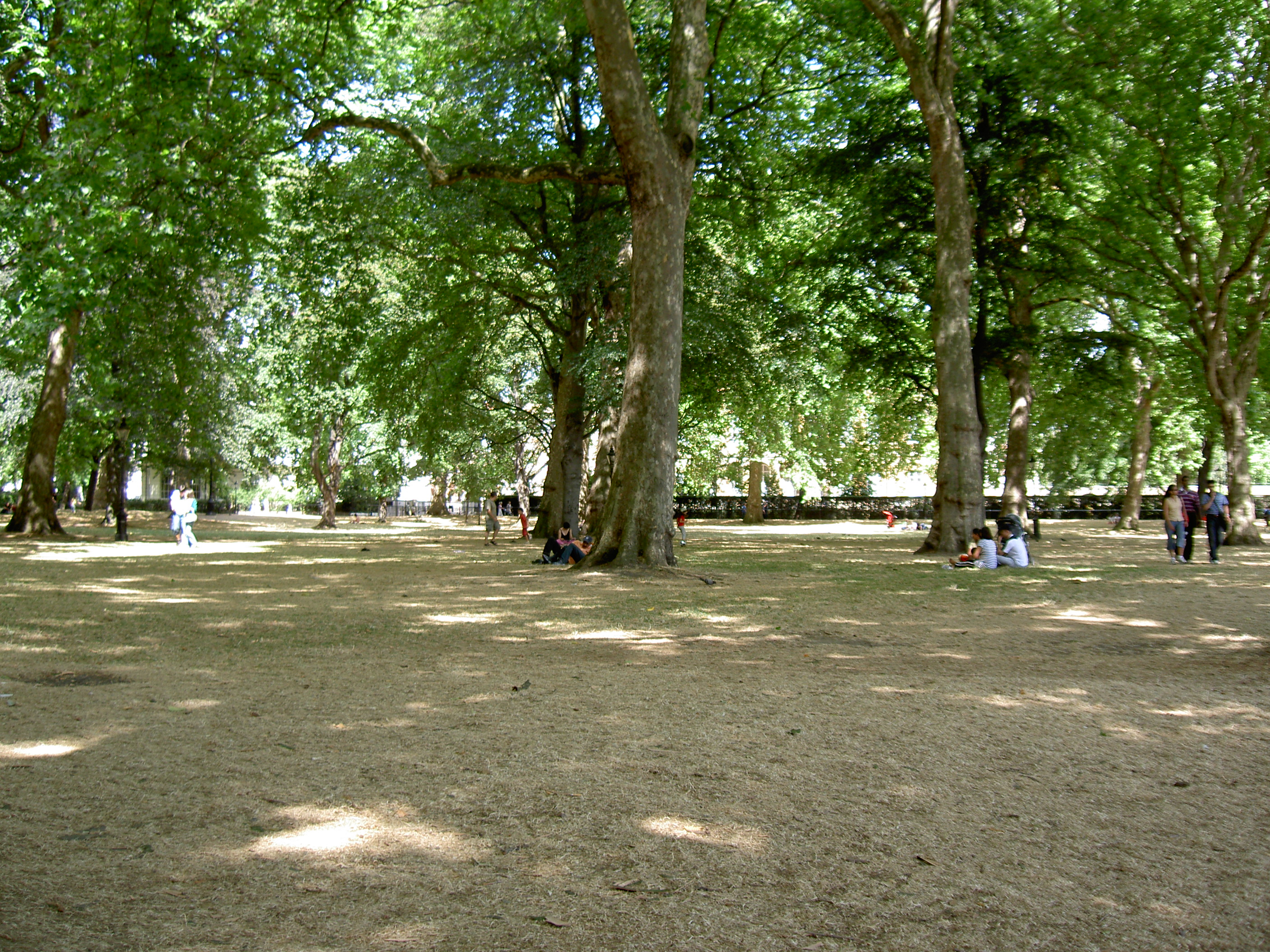
Kensington Gardens.

Kensington Gardens utgörs av det som en gång var de privata trädgårdar som hörde till Kensington Palace, och är en av Londons kungliga parker. Trädgårdarna delas med intilliggande Hyde Park, som de ursprungligen var en del av, i den västra delen av centrala London.

## Historia
Kensington Gardens historia började 1689, när kung Vilhelm III och Maria II köpte Nottingham House i Kensington. Huset gjordes om till ett palats av Christopher Wren, och den fem hektar stora trädgården utökades av Anna av Storbritannien, delvis genom att förvärva 40 hektar av Hyde Park 1705.
När Kensington Gardens fick en ny trädgårdsmästare, Charles Bridgeman, år 1726, satte denne ingång med nyplantering av träd och 1728 skapade han den så kallade Runda dammen, samt år 1728 kanalen The Serpentine. Drottning Caroline, maka till George II, anlitade William Kent för att rita byggnader till parken 1733–1735. På 1800-talet modifierades Kensington Gardens efter ritningar som Nathan Cole hade utfört.

## Parkområdet
Parkområdet rymmer bland annat Kensington Palace och Albert Memorial. En annan attraktion är Peter Pan  stående på en pelare, täckt av klättrande ekorrar, kaniner och möss. Här finns också Diana, Princess of Wales Memorial Playground, en lekplats till minne av prinsessan Dianas minne.
Den 111 hektar stora parken rymmer, förutom nämnda byggnadsverk och statyer, två större dammar samt statyer av drottning Victoria och drottning Carolines tempel. Parken innehåller också Elfin Oak, en omsorgsfullt snidad 900 år gammal trädstubbe.
De öppna områdena i Kensington Gardens, Hyde Park, Green Park, och St. James's Park bildar tillsammans en nästan oavbruten "grön lunga" i hjärtat av London. Kensington Gardens är Grad I-listad i Register of Historic Parks and Gardens.
Fågellivet är rikt och 178 olika arter har identifierats under årens lopp.